# Яковенко, Александр Алексеевич (журналист)
Алекса́ндр Алексе́евич Якове́нко (род. 18 июня 1977, Пятигорск) — российский журналист, ведущий программы «Сегодня» на телеканале НТВ (2006—2015).

## Биография
Родился 18 июня 1977 года в Пятигорске Ставропольского края. Служил в армии, в погранвойсках. В 2001 году окончил Санкт-Петербургскую театральную академию, мастерскую Валентина Дмитриевича Сошникова.

### Телевидение
На телевидении с 1997 года.
С 1997 по 2003 год делал материалы для новостных программ телеканалов ТВ-6 и ТВС, Радио BBC, Радио Свобода (программа «Корреспондентский час»). Корреспондент в программах «ТСН-6», «Новости ТВ-6», «Сегодня на ТВ-6», «Сейчас», «Новости ТВС» и «Итоги».
После образования ТВС возглавил корреспондентский пункт службы информации телеканала на Северном Кавказе, который курировал все северокавказские республики, кроме Дагестана.
Работал во время второй контртеррористической операции в Чечне, в Абхазии, в Пятигорске.
После отключения ТВС в июне 2003 года перешёл работать на НТВ. С июля 2003 года — собственный корреспондент телеканала в Краснодарском крае (г. Краснодар).
С 2006 года работает в Москве.
С августа 2006 по март 2015 года вёл выпуски новостей «Сегодня» на том же телеканале в паре с Ольгой Беловой (2006—2014), позже с Лилией Гильдеевой (2014—2015).
С мая 2007 по октябрь 2011 года единолично вёл второй вечерний выпуск программы «Сегодня», шедший в 22:45, затем в 22:40, 23:00 и 23:15. Также вёл программу «Сегодня. Итоги» с октября 2011 по август 2014 года.
С весны 2015 года по настоящее время является заместителем директора Дирекции информационного вещания и заместителем главного редактора НТВ.

## Личная жизнь
Женат, два сына. В одном из интервью упомянул об увлечении горными лыжами.

## Награды
- Медаль ордена «За заслуги перед Отечеством» I степени (27 июня 2007 года) — «за большой вклад в развитие отечественного телевидения и многолетнюю плодотворную работу»[14]
- Благодарность Президента Российской Федерации (23 апреля 2008 года) — «за информационное обеспечение и активную общественную деятельность по развитию гражданского общества в Российской Федерации»[15].